# 萨尔蒂约
萨尔蒂约（西班牙語：Saltillo，西班牙語發音：[salˈtiʝo] ⓘ）位于墨西哥东北部，是科阿韦拉州的首府。

## 友好城市
- 美国得克萨斯州奥斯汀
- 美国密歇根州兰辛
- 加拿大安大略省温莎
- 古巴奥尔金